# Goldmühl
Goldmühl ist ein Gemeindeteil der Stadt Bad Berneck im Fichtelgebirge im Landkreis Bayreuth (Oberfranken, Bayern). Die Gemarkung Goldmühl hat eine Fläche von 0,360 km². Sie ist in 130 Flurstücke aufgeteilt, die eine durchschnittliche Fläche von 2772,79 m² haben. In ihr liegt neben dem namensgebenden Ort der Gemeindeteil Mainleithen.

## Geografie
Das Dorf liegt am linken Ufer des Weißen Mains und bildet mit Bad Berneck im Nordwesten und Bruckmühle eine geschlossene Siedlung. Eine Steineiche steht rechts des Weißen Mains; sie ist als Naturdenkmal ausgezeichnet. Im Süden steigt das Gelände zum Leisauer Berg (563 m ü. NHN) an. Eine Gemeindeverbindungsstraße führt nach Bruckmühle zur Staatsstraße 2163 (0,2 km östlich) bzw. nach Bad Berneck zur Bundesstraße 303 (1,3 km nordwestlich).

## Geschichte
Gegen Ende des 18. Jahrhunderts bestand Goldmühl mit Mainleithen aus 36 Anwesen (1 Mahl- und Schneidmühle, 1 Drahthammer, 1 Wirtshaus, 1 Rußhütte, 5 Häuser, 27 Tropfhäuser). Die Hochgerichtsbarkeit übten im jährlichen Wechsel das bayreuthische Stadtvogteiamt Goldkronach bzw. das Stadtvogteiamt Berneck aus. Die Dorf- und Gemeindeherrschaft sowie die Grundherrschaft über sämtliche Anwesen hatte das Kastenamt Gefrees.
Von 1797 bis 1810 unterstand Goldmühl dem Justiz- und Kammeramt Gefrees. Nachdem im Jahr 1810 das Königreich Bayern das Fürstentum Bayreuth käuflich erworben hatte, wurde der Ort bayerisch. Infolge des Ersten Gemeindeedikts wurde Goldmühl dem 1812 gebildeten Steuerdistrikt Goldkronach zugewiesen. Zugleich entstand die Ruralgemeinde Goldmühl, zu der Mainleithen gehörte. Sie war in Verwaltung und Gerichtsbarkeit dem Landgericht Gefrees zugeordnet und in der Finanzverwaltung dem Rentamt Gefrees. 1840 wurde die Gemeinde Goldmühl an das Landgericht Berneck und an das Rentamt Marktschorgast überwiesen (1919 in Finanzamt Marktschorgast umbenannt). Ab 1862 gehörte Goldmühl zum Bezirksamt Berneck. Die Gerichtsbarkeit blieb beim Landgericht Berneck (1879 in Amtsgericht Berneck umgewandelt). 1929 wurde die Gemeinde schließlich an das Bezirksamt Bayreuth (1939 in Landkreis Bayreuth umbenannt) und das Finanzamt Bayreuth abgegeben. Die Gemeinde hatte 1964 eine Gebietsfläche von 0,371 km². Im Zuge der Gebietsreform in Bayern wurde die Gemeinde Goldmühl am 1. Januar 1978 in Bad Berneck im Fichtelgebirge eingegliedert.

### Baudenkmäler
- Lindenplatz 5: Ehemalige Goldmühle

### Einwohnerentwicklung
Gemeinde Goldmühl
| Jahr      | 1818  | 1840   | 1852   | 1855   | 1861   | 1867   | 1871   | 1875   | 1880   | 1885   | 1890   | 1895   | 1900   | 1905   | 1910   | 1919   | 1925   | 1933   | 1939   | 1946   | 1950   | 1952   | 1961  | 1970   |
| Einwohner | 248   | 347    | 338    | 319    | 351    | 366    | 364    | 324    | 298    | 310    | 265    | 286    | 314    | 345    | 399    | 421    | 415    | 316    | 283    | 364    | 368    | 318    | 266   | 240    |
| Häuser    | 33    |        |        |        |        |        | 35     |        |        | 36     | 34     |        | 33     |        |        |        | 38     |        |        |        | 38     |        | 43    |        |
| Quelle    | [ 7 ] | [ 12 ] | [ 12 ] | [ 12 ] | [ 13 ] | [ 14 ] | [ 15 ] | [ 16 ] | [ 17 ] | [ 18 ] | [ 19 ] | [ 12 ] | [ 20 ] | [ 12 ] | [ 21 ] | [ 12 ] | [ 22 ] | [ 23 ] | [ 23 ] | [ 23 ] | [ 24 ] | [ 23 ] | [ 8 ] | [ 25 ] |

Ort Goldmühl
| Jahr      | 001818 | 001819 | 001861 | 001871 | 001885 | 001900 | 001925 | 001950 | 001961 | 001970 | 001987 |
| Einwohner | *248   | 239    | 351    | *364   | *310   | *314   | *415   | *368   | *266   | 226    | 150    |
| Häuser    | *33    |        |        |        | *36    | *33    | *38    | *38    | *43    |        | 40     |
| Quelle    | [ 7 ]  | [ 26 ] | [ 13 ] | [ 15 ] | [ 18 ] | [ 20 ] | [ 22 ] | [ 24 ] | [ 8 ]  | [ 25 ] | [ 1 ]  |

## Religion
Goldmühl ist seit der Reformation evangelisch-lutherisch geprägt und nach St. Erhard (Goldkronach) gepfarrt.